# HIP 57050
HIP 57050 とは、太陽系から36光年の距離にある赤色矮星である。おおぐま座の方角にあるが、視等級が11.9と暗いので肉眼で見ることはできない。2010年までに周囲に太陽系外惑星が一つ発見されている。

## 特徴
| 太陽 | HIP 57050 |
| ---- | --------- |
| 太陽 | Exoplanet |

HIP 57050 は太陽と比べて小さいM4型の主系列星で、質量は太陽の0.34倍、半径は0.4倍と推定されている。表面温度は3190Kで、光度は太陽の1.49%（67分の1）しかない。恒星は98日の周期で数パーセントの変光を示しているが、これは天体の自転に対応したものと考えられている。また、太陽近傍の恒星としては最も金属の豊富な部類に入り、鉄は太陽の2倍の割合で含まれている。
2010年には、HIP 57050を公転する太陽系外惑星HIP 57050 b が発見された。この惑星は土星と同程度の質量を持つ巨大ガス惑星と見られ、恒星から0.16AU（地球と太陽の距離の0.16倍）の軌道を41日で一周している。恒星HIP 57050のハビタブルゾーンは0.112-0.215AUと推定されており、惑星の軌道はその範囲内にある。
| 名称 （恒星に近い順） | 質量            | 軌道長半径 （天文単位） | 公転周期 (日) | 軌道離心率  | 軌道傾斜角 | 半径 |
| --------------------- | --------------- | ----------------------- | ------------- | ----------- | ---------- | ---- |
| b                     | ≥0.298±0.025 MJ | 0.1635                  | 41.397±0.016  | 0.314±0.086 | —          | —    |